# 御調町
御調町（みつぎちょう）は、かつて広島県御調郡に存在した町。
2005年（平成17年）3月28日、御調郡向島町とともに尾道市に編入された。

## 沿革
- 1955年2月1日 - 御調郡市村・今津野村・奥村・上川辺村・河内村・菅野村および諸田村の一部（大山田・下山田・千堂）が新設合併して御調町が発足する。
- 1956年9月30日 - 御調町三郎丸の一部を府中市に編入。
- 2005年3月28日 - 尾道市に編入。同日御調町廃止。

## 歴代町長
- 初代 奥卯三郎（昭和30年3月 - 昭和31年4月）
- 2代 前田一郎（昭和31年5月 - 昭和33年1月）
- 3代 小川隆（昭和33年2月 - 昭和41年1月）
- 4代 高山光太郎（昭和41年1月 - 昭和57年1月）
- 5代 金野好男（昭和57年1月 - 平成6年1月）
- 6代 若林茂生（平成6年1月 - 平成17年3月）

## 主要施設
- 公立みつぎ総合病院
- 御調ダム
- 保健福祉総合施設
- 保健福祉センター
- 道の駅クロスロードみつぎ
- みつぎ子ども図書館すくすく

## 文化財
以下は合併前のもの記載。
重要文化財（国指定）
- 木造仏涅槃像（照源寺、昭和24年2月18日指定）

広島県指定重要文化財
- 木造地蔵菩薩坐像（円光寺、昭和50年9月19日指定）
- 木造持国天立像 （北之坊、昭和50年9月19日指定）
- 特殊器台形土器（貝ヶ原遺跡出土、昭和62年12月21日指定）

御調町指定重要文化財 - 計21件（細目略）
広島県指定重要無形民俗文化財
- みあがりおどり（昭和41年4月28日指定・町内全域で踊られている）
- 御調神楽（昭和46年12月23日指定・主に旧上川辺地域で演じられる）

広島県指定天然記念物
- 植物・ムクノキ（昭和59年1月23日指定）
- 植物・ナナミノキ（昭和59年1月23日指定）

御調町指定天然記念物 - 計7件

## 歴史
渋川氏の本拠地として栄えた。渋川氏は、その後、肥前その他の九州の国々の守護にも任命され、さらには九州探題職にも任命されるなど、大繁栄する。
江戸時代、石見銀山の銀を尾道まで運ぶ道幅7尺の銀山街道が通っていた。

## 河川
- 御調川 ： 芦田川支流。

## 主な山
- 山田山 ： 標高531.0メートル
- 高平山 ： 標高482.5メートル
- 三角山 ： 標高447.9メートル
- 蔵座山 ： 標高439.7メートル
- 荒川山 ： 標高425.3メートル

## 名所・旧跡
- 道の駅クロスロードみつぎ ： 御調町立こども図書館やバスターミナルを併設した道の駅。
- 圓鍔記念館・圓鍔記念公園 ： 御調町出身の彫刻家・圓鍔勝三の作品を展示している。
- 御調ダム（北緯34度30分01.0秒 東経133度04分33.3秒 / 北緯34.500278度 東経133.075917度）
- みつぎグリーンランド
- 広島県立ふれあいの里青年の家 ： 2006年3月11日尾道ふれあいの里として新装開業。
- 御調ソフトボール球場
- 御調グラウンド・ゴルフ場

## イベント
毎年、いろいろなイベントが、開催されている。
その中でも、御調町夏まつり(2014年で廃止)、盆踊り大会、魚のつかみどり大会（みつぎグリーンランド）などが行われる。

## 大字（2005年3月27日当時のデータ）
- 綾目（あやめ）
- 市（いち）
- 今田（いまだ）
- 岩根（いわね）
- 植野（うえの）
- 江田（えた）
- 大田（おおだ）
- 大原（おおばら）
- 大町（おおまち）
- 大山田（おおやまだ）
- 貝ヶ原（かいがはら）
- 釜窪（かまくぼ）
- 神（かみ）
- 国守（くにもり）
- 公文（くもん）
- 三郎丸（さぶろうまる）
- 下山田（しもやまだ）
- 菅（すげ）
- 千堂（せんどう）
- 大蔵（だいぞう）
- 大塔（だいとう）
- 高尾（たかお）
- 津蟹（つがに）
- 徳永（とくなが）
- 中原（なかばら）
- 仁野（にの）
- 野間（のま）…尾道市編入後山岡地区（郵便番号722-0355）が分離し、この地区の大字は野間・山岡に分割される。
- 白太（はかた）
- 花尻（はなじり）
- 平（ひら）
- 平木（ひらぎ）
- 福井（ふくい）
- 本（ほん）
- 丸河南（まるかなん）
- 丸門田（まるもんでん）

## 交通

### 鉄道
町内を通る鉄道は存在しない。鉄道を利用する際の最寄り駅はJR西日本山陽新幹線新尾道駅や福塩線下川辺駅。
かつては尾道鉄道が通っており、諸原駅や市駅が町内に存在したが、1957年（昭和32年）2月1日に町内の区間は廃止された。

### バス
高速バス
- リードライナー

路線バス
- 中国バス
- 御調町営バス

### 道路
高速道路
山陽自動車道が町域の南端を全区間大羽谷トンネル（全長1,530m）通過している。
国道
- 国道184号
- 国道486号

一般県道
- 広島県道156号御調久井線
- 広島県道375号吉田丸門田線
- 広島県道383号篠根高尾線
- 広島県道384号下川辺尾道線
- 広島県道406号宇津戸八幡線

## 教育

### 小学校
- 御調町立上川辺小学校
- 御調町立御調中央小学校
- 御調町立御調西小学校

### 中学校
- 御調町立御調中学校

### 高等学校
- 広島県立御調高等学校